# Neuilly-le-Bisson

Neuilly-le-Bisson este o comună în departamentul Orne, Franța. În 1 ianuarie 2022 avea o populație de 275 de locuitori.